# 皮尼
皮尼（法語：Pigny，法語發音：[piɲi]）是法国谢尔省的一个市镇，属于布尔日区。

## 地理
皮尼（47°10'11"N, 2°26'50"E）面积8.08 平方千米，位于法国中央-卢瓦尔河谷大区谢尔省，该省份为法国中部省份，北起卢瓦雷省，西接卢瓦-谢尔省和安德尔省，南至克勒兹省，东南接阿列省，东临涅夫勒省。
与皮尼接壤的市镇（或旧市镇、城区）包括：菲西、穆隆河畔圣乔治、圣米歇尔德沃朗日、维纽苏莱赛克斯。

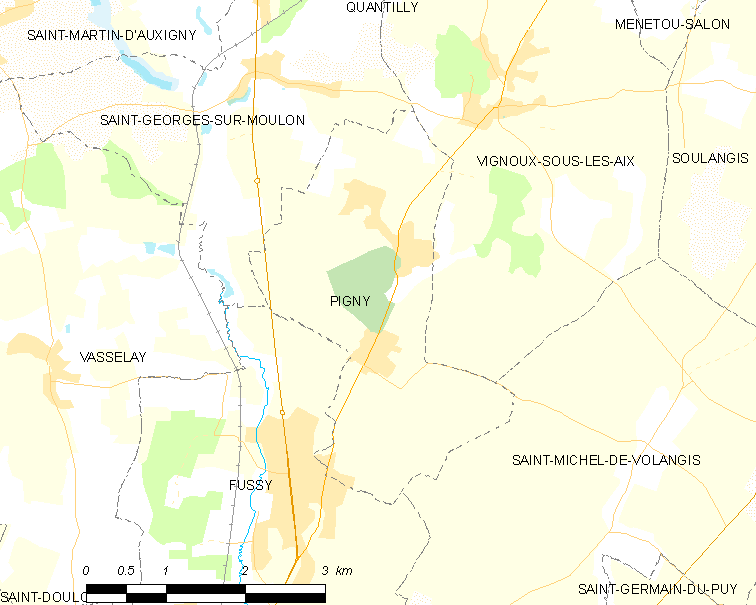
皮尼的OSM定位图

皮尼的时区为UTC+01:00、UTC+02:00（夏令时）。

## 行政
皮尼的邮政编码为18110，INSEE市镇编码为18179。

## 政治
皮尼所属的省级选区为圣马丹多克西尼县。

## 人口

1962-2008年间皮尼人口变化图示

皮尼于2022年1月1日时的人口数量为968人。